# Saint-Just-en-Bas
Saint-Just-en-Bas ist eine französische Gemeinde mit 282 Einwohnern (Stand: 1. Januar 2022) im Département Loire  in der Region Auvergne-Rhône-Alpes. Sie gehört zum Arrondissement Montbrison und zum Kanton Boën-sur-Lignon. Die Einwohner werden Saint-Justois und Saint-Justoises genannt.

## Geografie
Saint-Just-en-Bas liegt etwa 51 Kilometer nordwestlich von Saint-Étienne in der historischen Landschaft Forez. Umgeben wird Saint-Just-en-Bas von den Nachbargemeinden La Valla-sur-Rochefort im Nordwesten und Norden, La Côte - Saint-Didier im Norden, Solore-en-Forez im Nordosten, Palogneux im Osten, Saint-Georges-en-Couzan im Südosten, sowie Chalmazel-Jeansagnière im Südwesten.

## Bevölkerungsentwicklung
| Jahr                       | 1962 | 1968 | 1975 | 1982 | 1990 | 1999 | 2006 | 2017 |
| -------------------------- | ---- | ---- | ---- | ---- | ---- | ---- | ---- | ---- |
| Einwohner                  | 549  | 507  | 414  | 368  | 328  | 317  | 314  | 289  |
| Quellen: Cassini und INSEE |      |      |      |      |      |      |      |      |

## Sehenswürdigkeiten
- Kirche Saint-Just aus dem 15. Jahrhundert mit Portal, Inschrift über der Südpforte seit 1933 als Monument historique eingeschrieben

## Weblinks

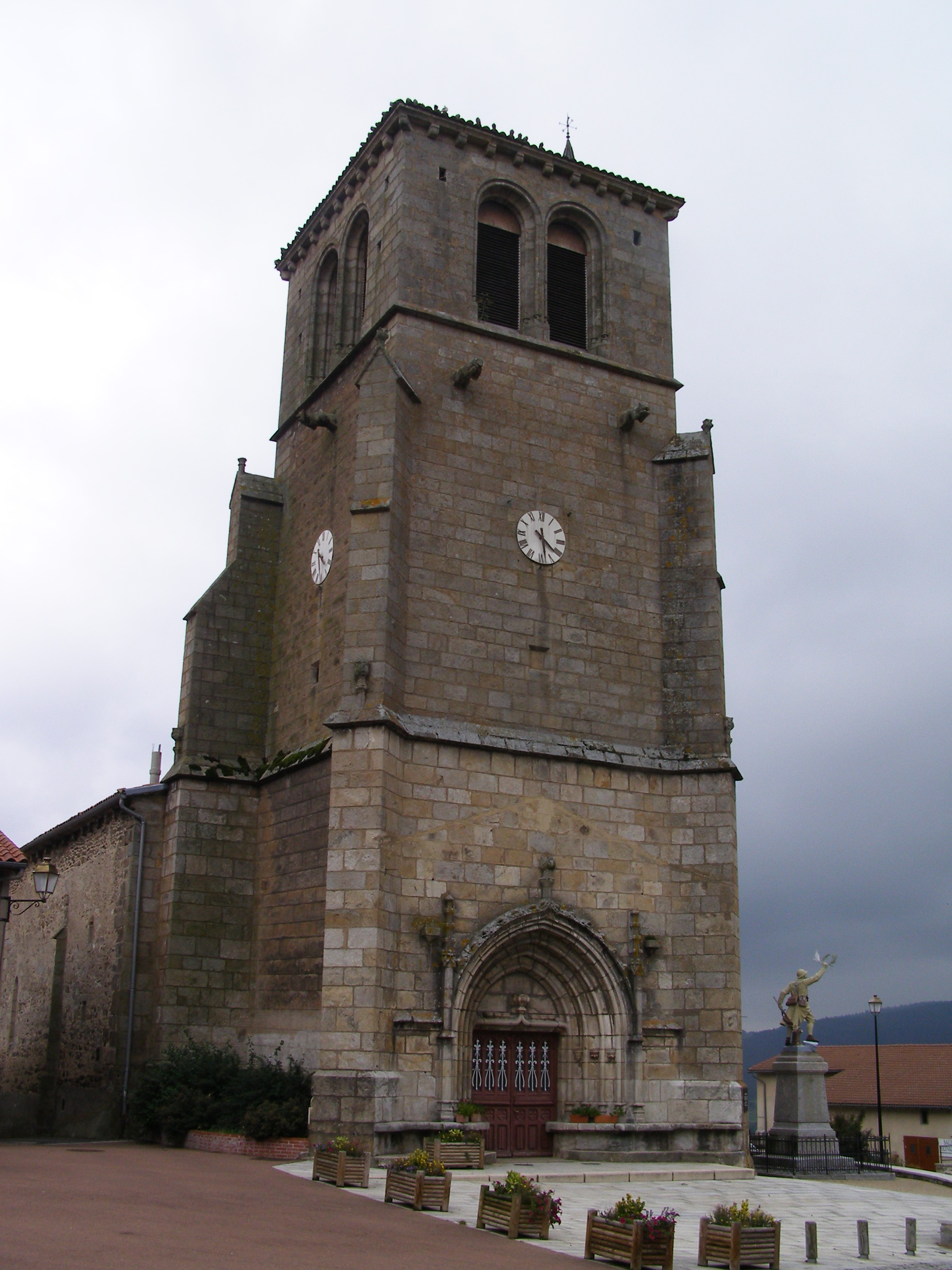
Kirche Saint-Just